# Vereinigte Staaten von Kolumbien
Die Vereinigten Staaten von Kolumbien (spanisch: Estados Unidos de Colombia) waren ein südamerikanischer Staat, der 1863 nach dreijährigem Bürgerkrieg – ausgelöst durch einen Aufstand des Generals Tomás Cipriano de Mosquera – aus der Granada-Konföderation hervorging und 1886 zu der heutigen Republik Kolumbien wurde. Die Vereinigten Staaten von Kolumbien führten am 8. Mai 1863 eine Verfassung im Sinne der Liberalen ein.
Die neun Einzelstaaten waren Departamento de Antioquia y Antioquia, Bolívar, Boyacá, Cauca, Cundinamarca, Magdalena, Panama, Santander sowie der neue Staat Tolima, außerdem gab es die Territorien Caquetá, San Martin, Nevada und Motilones. Die Machtverteilung zwischen den Einzelstaaten und der Zentralregierung war jedoch nicht klar geregelt, sodass die Einzelstaaten weitgehend unabhängig blieben.

## Geschichte
Durch die föderative Verfassung und die Schwächung der Zentralregierung und des Einflusses des Militärs kam es zu etwa 40 lokalen Aufständen und einem Bürgerkrieg 1876–1877. Die liberalen und radikal-liberalen Präsidenten wechselten fast jährlich. Nach einem erneuten Bürgerkrieg im Jahr 1885, der durch einen Aufstand der Liberalen gegen den Präsidenten Rafael Núñez im Vorjahr ausgelöst worden war, gründete dieser den konservativen Partido Nacional, erlaubte den katholischen Bischöfen die Rückkehr ins Land, nahm die seit der Unabhängigkeit unterbrochenen Beziehungen zu Spanien wieder auf, führte 1886 eine konservativ-zentralistische Verfassung ein und änderte den Namen des Staates in den heutigen. Als sein Hauptverdienst kann angesehen werden, dass er den Frieden für längere Zeit sicherte.